# Museum van het circuit van Spa-Francorchamps

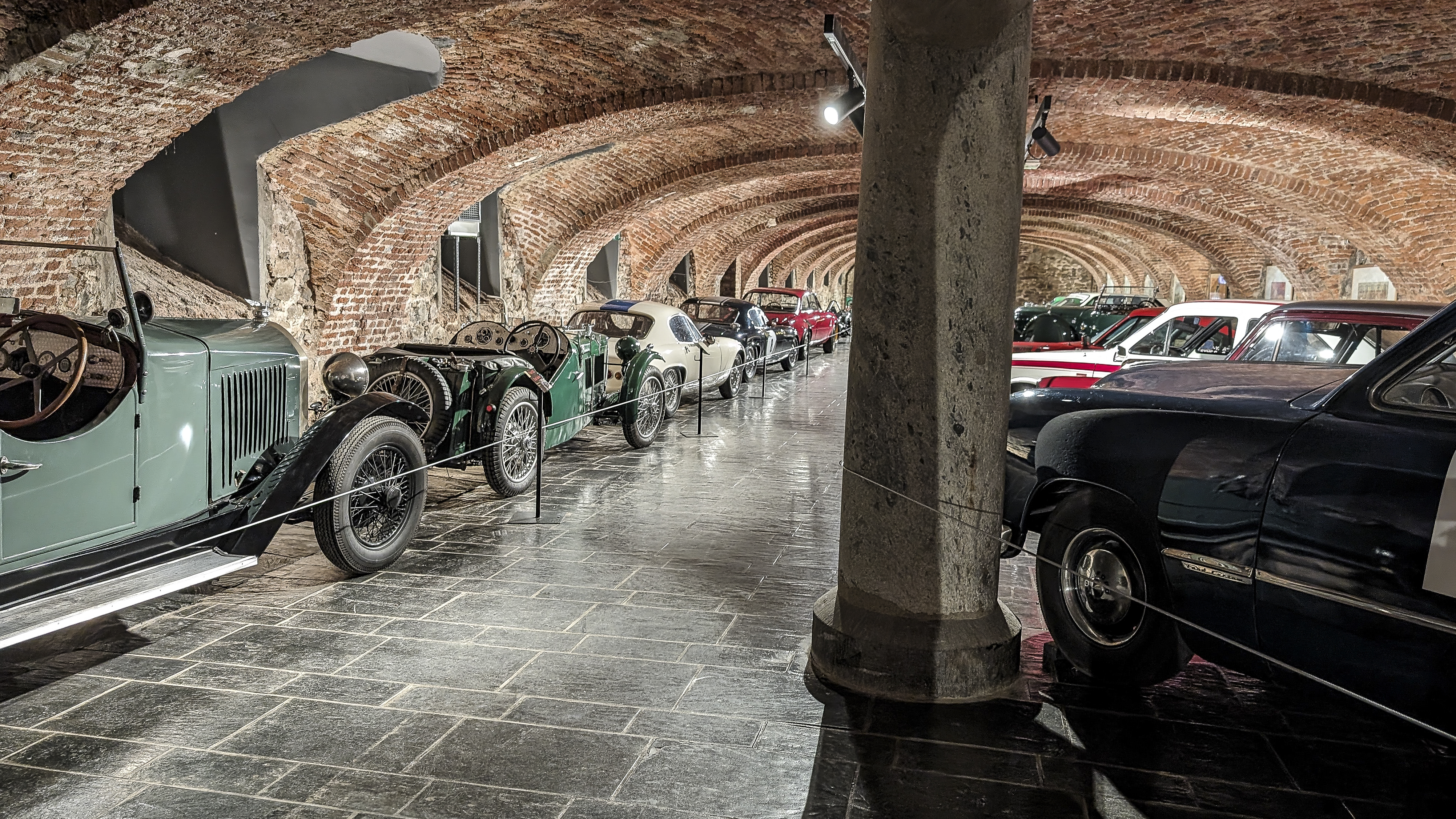
Museum van het circuit van Spa-Francorchamps

Het Museum van het circuit van Spa-Francorchamps (Frans:Musée du Circuit de Spa-Francorchamps) is een museum in de abdij van Stavelot. Het museum bevindt zich in de keldergewelven van de abdij. In het museum wordt de geschiedenis belicht van het circuit van Spa-Francorchamps van 1896 tot nu. 
Er wordt dieper ingegaan op verschillende aspecten van het autoracen (banden, uitrusting, motoren, pitstop, geschiedenis). Verschillende historische racewagens en racemotoren van verschillende merken en ploegen (Ferrari, March, Chevron, Porsche) staan er opgesteld. Er is ook een galerij met een overzicht van de winnaars van de verschillende Francorchamps-wedstrijden. Een schaalmodel geeft een overzicht van het circuit.

## Galerij

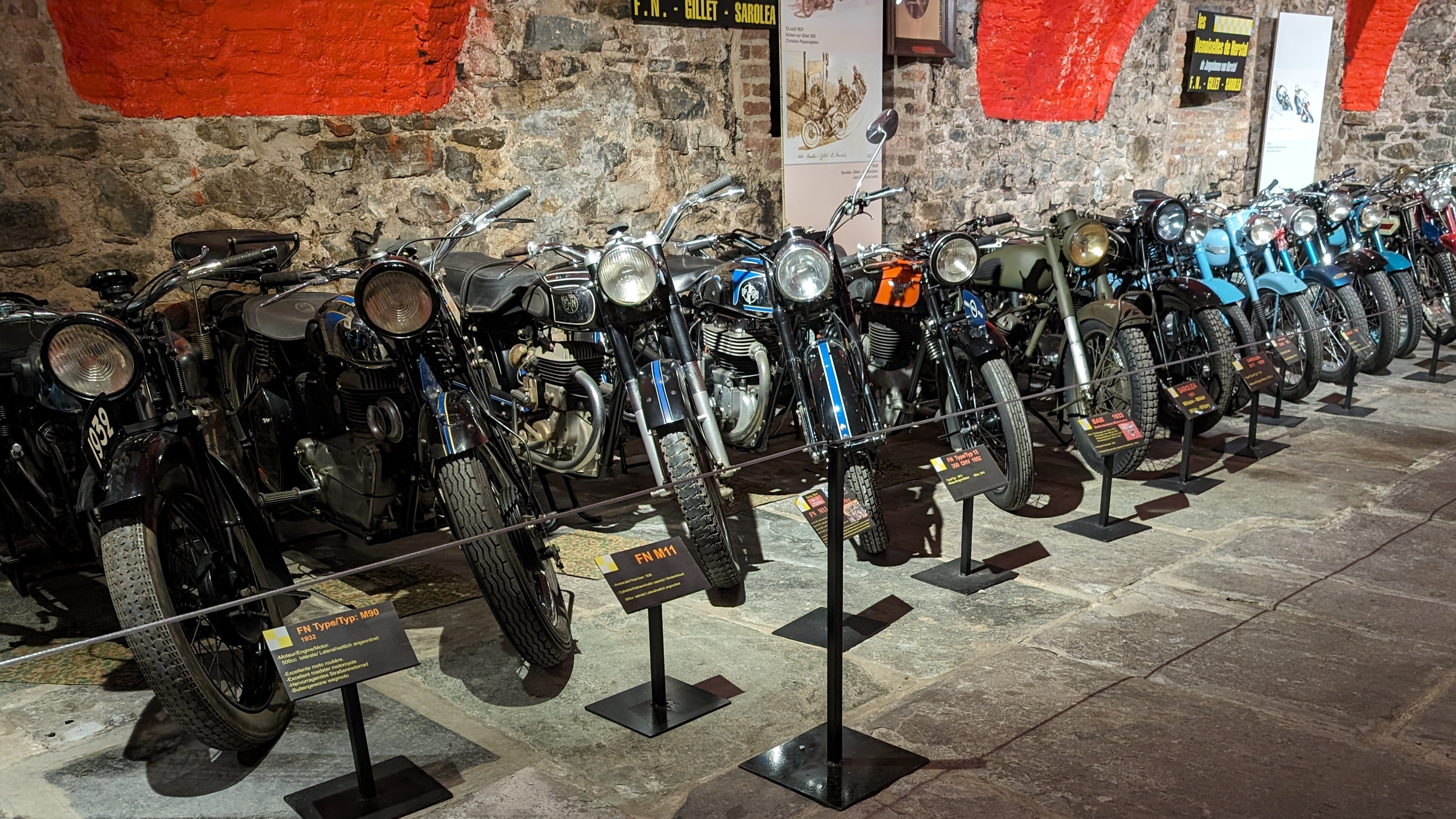
Collectie motorfietsen
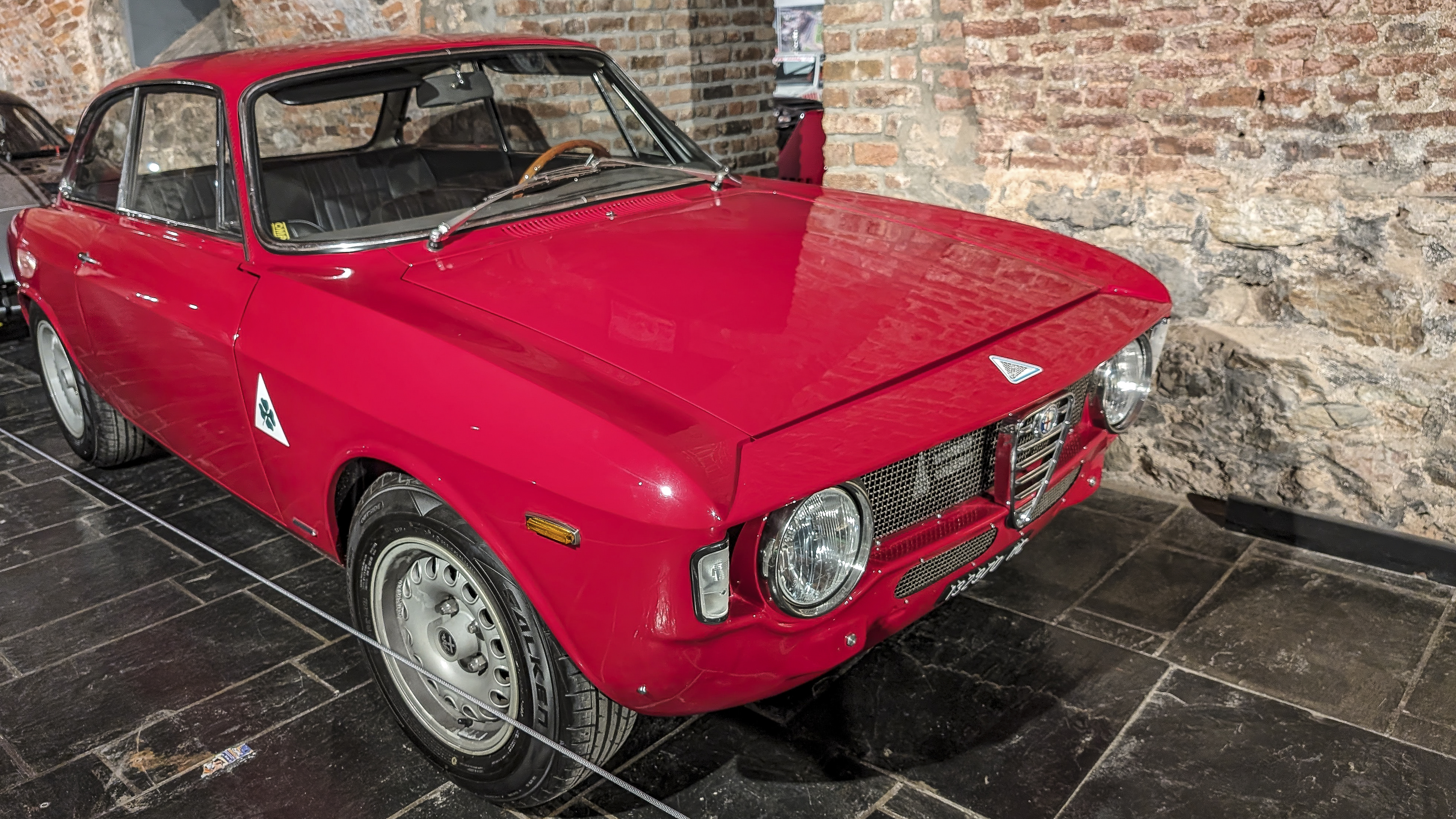
Alfa Romeo GTA
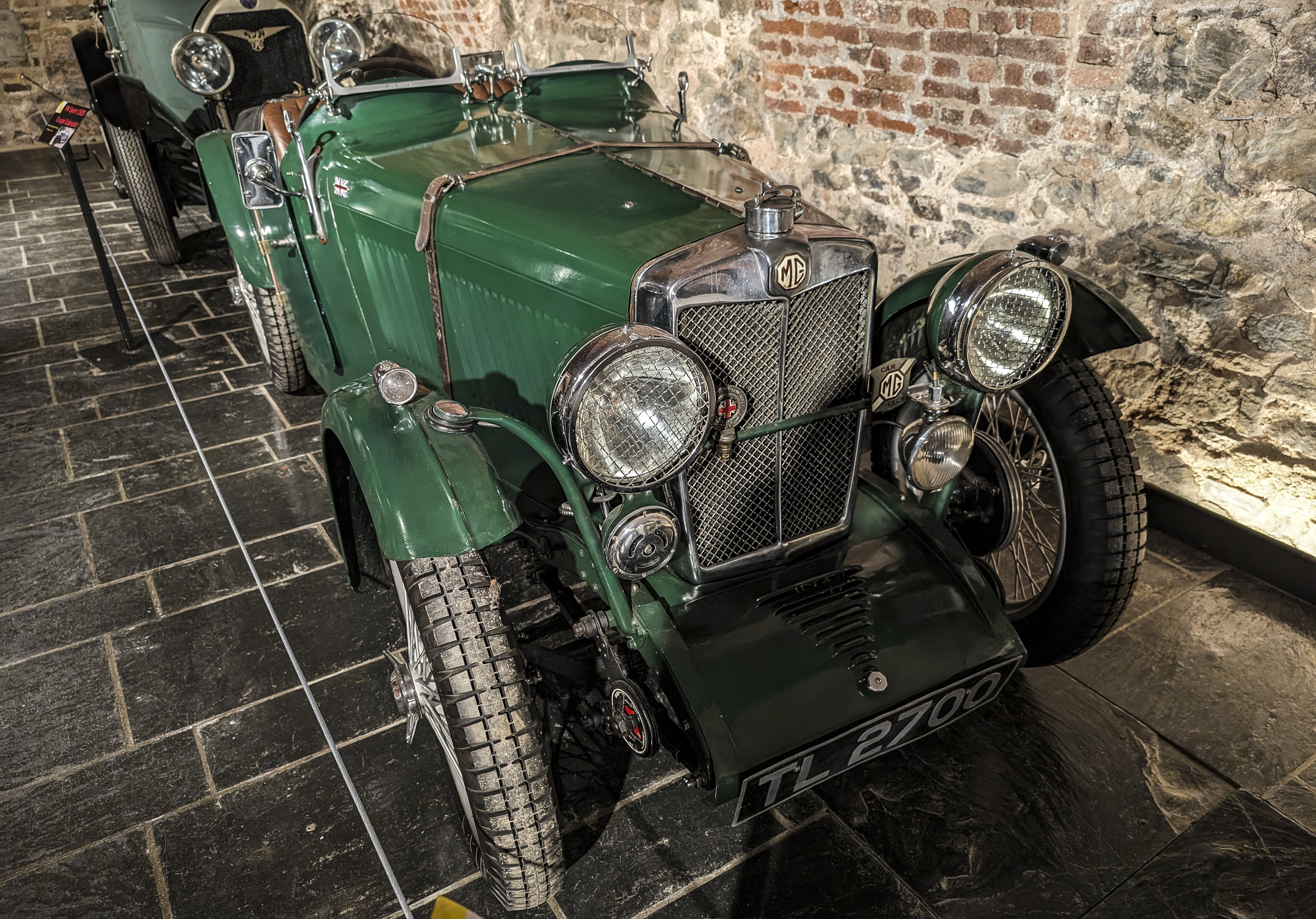
MG type J2
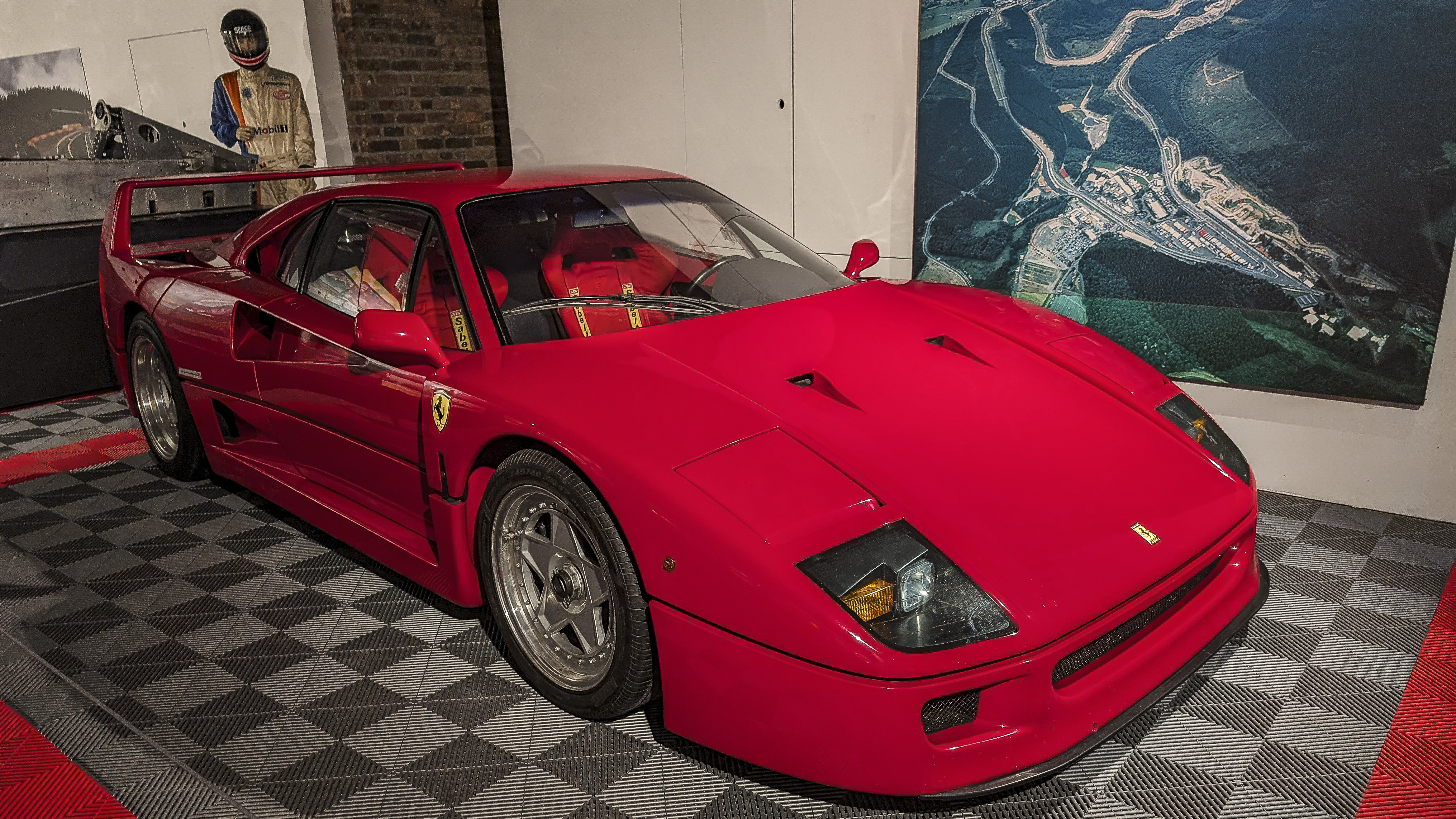
Ferrari F40
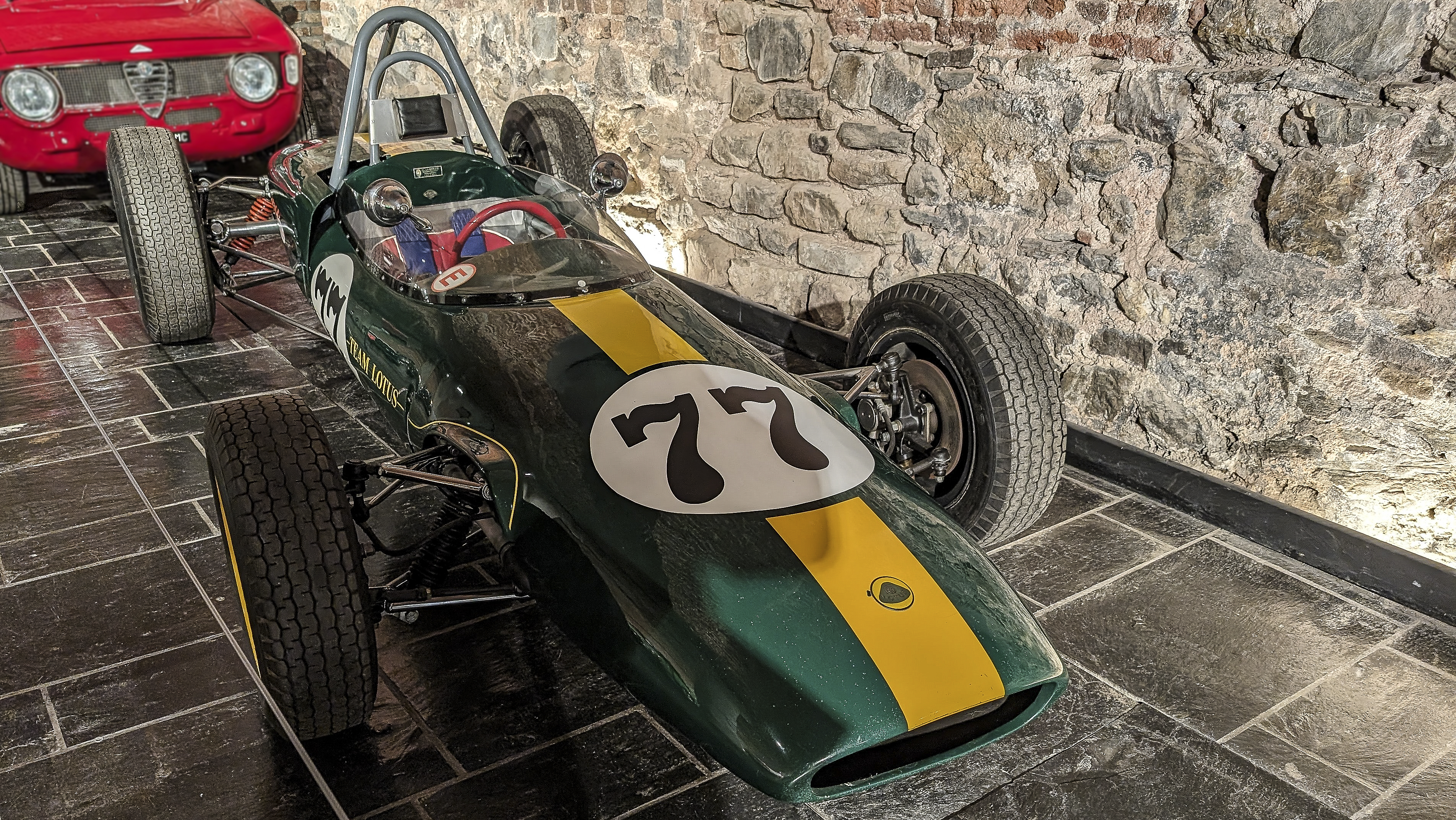
Lotus 20/22 formule Junior
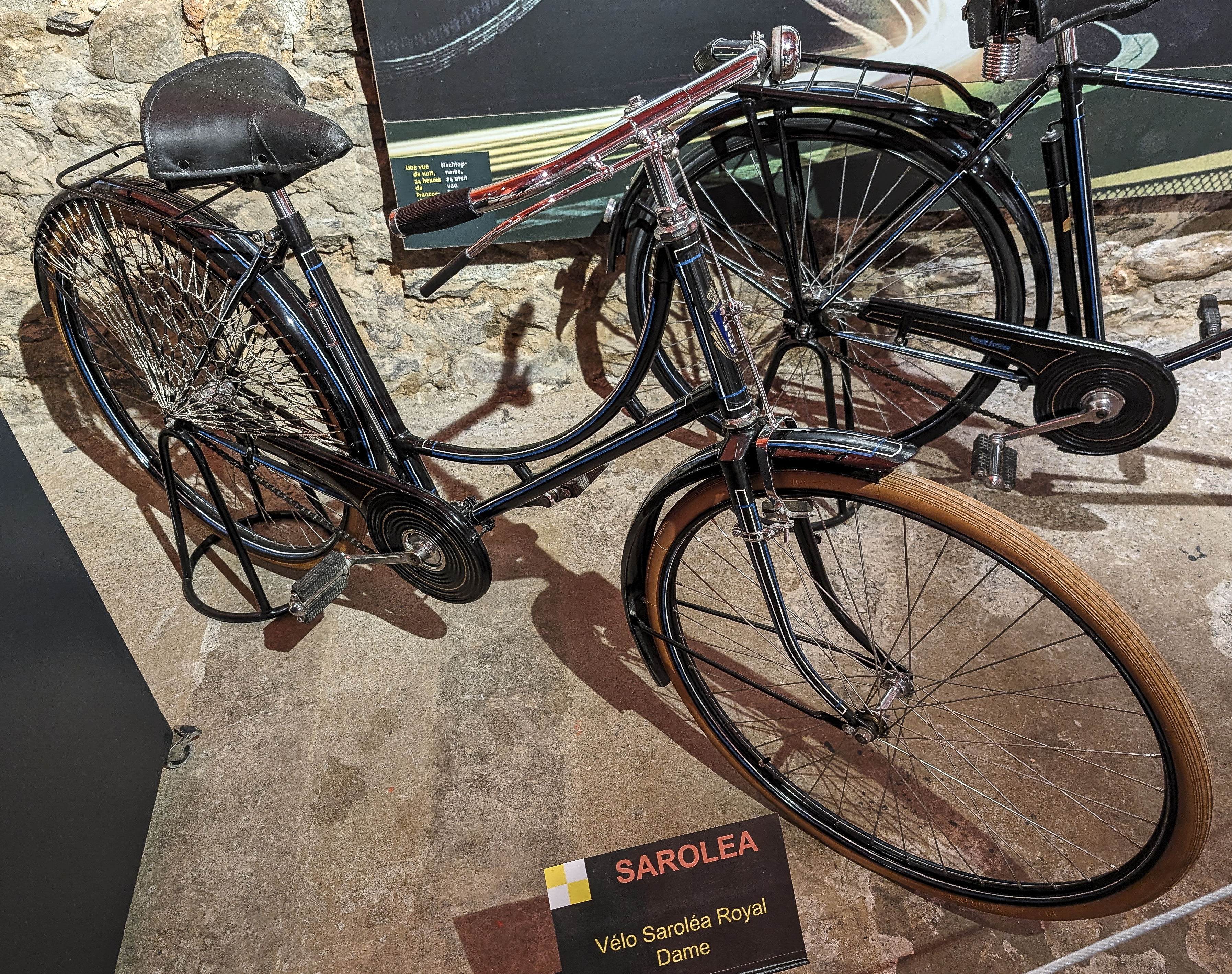
Saroléa Royal damesfiets